# Niko Bungert
Niko Bungert (Bochum, 24 oktober 1986) is een Duits voetballer die bij voorkeur als centrale verdediger speelt. Hij verruilde in 2008 Kickers Offenbach voor FSV Mainz 05, waar hij in januari 2014 zijn contract verlengde tot medio 2016.

## Clubcarrière
Bungert speelde in de jeugd bij VfB Günnigfeld, SG Wattenscheid 09 en Schalke 04. Hij speelde in het seizoen 2005/06 25 wedstrijden voor het tweede elftal van Schalke 04. In juli 2007 vertrok hij naar Kickers Offenbach. Hij speelde 52 wedstrijden voor Kickers Offenbach.

## Interlandcarrière
Bungert speelde drie wedstrijden voor Duitsland -21 en acht wedstrijden voor Duitsland -19.
1 Rieß ·
2 Mwene ·
3 Jenz ·
4 Barkok ·
5 Leitsch ·
6 Sano ·
7 Lee ·
8 Nebel ·
9 Onisiwo ·
11 Sieb ·
14 Hong ·
16 Bell ·
17 Vidović ·
18 Amiri ·
19 Caci ·
21 Da Costa ·
22 Veratschnig ·
25 Hanche-Olsen ·
27 Zentner ·
29 Burkardt ·
30 Widmer  ·
31 Kohr ·
33 Batz ·
41 Shabani ·
44 Weiper ·
47 Dal ·
Coach: Henriksen
· Assistent-coach: Silberbauer